# ديف ماثيوز (موسيقي)
ديف ماثيوز (بالإنجليزية: Dave Matthews)‏ هو موسيقي أمريكي، ولد في 6 يونيو 1911، وتوفي في 1997.

## وصلات خارجية
- ديف ماثيوز على موقع ميوزك برينز (الإنجليزية)
- ديف ماثيوز على موقع أول ميوزيك (الإنجليزية)
- ديف ماثيوز على موقع ديسكوغز (الإنجليزية)